# Блок бројева до 10
Блок бројева до 10, почетни блок бројева, представља једну од најзначајнијих тема у почетној настави математике. У оквиру овог блока ученици стичу прва знања о природним бројевима, уче да броје, усвајају појмове релација и операција и рјешавају прве математичке задатке. Ово је блок бројева који је темељ за стицање знања у цјелокупној настави математике.
Бројевне блокове први је увео Фридрих Еберхард фон Рохов. Он је увео блокове бројева овим редом: од 1 до 10; од 1 до 100; од 1 до 1000, ...
Бројевне слике којима се кодирају менталне представе везане за почетне бројеве увео је Ф. И. Бусе.
Почиње се са најмањим блоком бројева до 5 већ у оквиру кога се уводе знаци « мање» и « више» и гдје се зачињу операције сабирања и одузимања, а самим тим појављују знаци за ове двије операције и знак једнакости .
Задржавање у оквиру најмањег блока, је прије свега оправдано чињеницом да дјеца погледом - без пребројавања разликују једночлане, двочлане и трочлане скупове, па и оне који се подесним илустровањњем « виде» као 3+1, 2+2 , 2+3» .« Тако у овим корацима» , сматра Марјановић, «акценат није на срачунавању већ на увјежбавању писања и коришћења операцијских и релацијских знакова.
Када се обради овај најмањи блок бројева прелази се на блок бројева до 10 јер, дјеца већ имају знање из блока бројева до 5, па ће бити лакше обрадити све остале бројеве, тј. бројеве од 6 до 10.
У обради прве десетице они издвајају три међусобно повезана дијела:
- припремни период
- нумерација бројева и
- сабирање и одзимање[2].

С обзиром на то да се природни бројеви на јављају независно један од другог (3, 10, 2, 5, итд. ) већ се једино могу разумјети као елементи уређеног низа 1, 2, 3, . . . , обради природних бројева треба приступити редом ( један по један број низа - монографски)уз примјену дескриптивне методе.

## Блок бројева до 10
У овај блок бројева спадају бројеви који се записују једном цифром, осим највећег броја у овом блоку који се записује са двије цифре - то је број 10. Цифре представљају конвенционалне симболе који својим обликом не сугеришу значење броја који представљају. Ови бројеви у декадном бројном систему имају улогу елемената чијим комбиновањем може представити други произвољни природни број.
Обрада блока бројева до 10 пролази кроз сљедеће :
- формирање појма природног броја
- релације
- операције и
- рјешавање задатака

## Формирање појма природног броја
Прва истраживања која су обављена о овом проблему јављају се крајем прошлог вијека.
Почетна настава математике заузима доминантно мјесто у изградњи и развијању мишљења ученика. Мишљење се у психологији дефинише као ментална активност оперисања симболима (знацима) , као што су опажаји, представе, појмови и други доживљаји који репрезентатују наше искуство. Најзначајнији међу њима јесу појмови. Користе се као средство којима се манипулише, али се и формирају. У психологији, под појмом се подразумјева мисаони одраз особина које су заједничке за објекат, групу предмета и појава. За појам је карактеристичан скуп својстава који га одликују. Мишљењем се сазнају различите стране објеката, врши се упоређивање по сличности и различитости, успостављају се односи међу објектима, групишу се сличности, уочава оно што је константно и промјенљиво. Специфичност математичког мишљења треба тражити у математичким појмовима који се изграђују тим мишљењем. Мисаоне операције које се најчешће користе у почетној настави математике јесу: анализа, синтеза, апстракција, генерализација, конкретизација, специјализација и упоређивање. Без мисаоних операција нема ни математичког мишљења, а ни мишљења уопште.
Анализом се врши мисаоно рашчлањивање реалних предмета на саставне дијелове, или на својства. Синтеза, насупрот анализи, представља мисаоно састављање дијелова у цјелину. Апстракција представља мисаоно издвајање суштинских својстава, веза и односа и истовремено одбацивање небитних и мање значајних својстава, врши се и идеализација тих својстава, прелази се на граничне форме које више не постоје у стварности. Конкретизација и специјализација играју велику улогу у усвајању математичких појмова на узрасту 7 – 11 година, када су дјеца још на нивоу конкретних операција. Циљ конкретизације је да дјеца лакше могу да усвоје сложене апстрактне и логичке структуре. Специјализација представља мисаону операцију помоћу које се преносе својства која важе за неки шири скуп на његов правни подскуп. Упоређивање лежи у основи других мисаоних операција. Помоћу упоређивања мисаоно се успостављају сличности и разлике међу посматраним појавама.
Успјешности усвајања математичких садржаја и развијању математичког мишења код ученика у почетној настави математике доприноси добро познавањwе фаза развоја њиховог мишљења. Према Пијажеу, постоје три основне фазе у интелектуалном развоју дјетета. Ове фазе не треба схватити као стриктно одвојене, јер је ментални развој континуирани процес.
Фазе менталног развоја које је предложио Пијаже су :
- Преоперативна фаза (до 6 година)
- Ниво конкретних операција (7 – 11. г. )
- Ниво формалних операција (11 – 14. г. )
- У првој фази менталног развоја дјеца своје закључке не могу да повезују у једну цјелину. Основна карактеристика ове фазе јесте неспособност за извођење инверзних операција (" враћање уназад" ), тј. мишљење није реверзибилно. Без реверзибилног мишљења ученици не могу да разумију сабирање и одузимање (инверзна операција сабирању).
- Главне промјене у мишљењу дјетета јављају се око поласка у основну школу. Одлучујућа прекретница у манталном развоју огледа се у јављању конкретних операција, сложених менталних операција попут додавања, одузимања, класификовања, серијације итд. које омогућавају дјетету да уради « у глави » оно што је некада могло да уради само директно манипулишући предметима. Све ове операције су реверзибилне, тј. обртањем акције ствари се могу вратити на почетно стање, али су још увијек везане за појединачно искуство и не важе за вербално исказане хипотезе. На овом узрасту почињу да се образују операције које су назване конкретним јер се директно односе на објекте. Мишљење постаје организованије и флексибилније. Дијете може унапријед да размишља како акције могу промјенити предмете и да се затим у мислима врати на почетак, на то какве се свари у том тренутку. То су интериоризоване акције, као што су ментално поређење велична већег броја предмента, координисање два гледишта или стављање предмета у оштије категорије чији су они чланови. Дијете сада може да ментално извржава могуће акције на реалним спољашњим стварима и догађајима. У овој фази (узраст од првог до четвртог разреда основне школе) дијете може да замисли више материјалних скупова, да издвоји заједничке особине посматраних објеката, упоређује предмете по величини, тражи узроке многим појавама итд. Операције на овом нивоу узраста врше се конкретним материјалним објектима. Дјеца се у овом периоду одликују способношћу да уоче непромјенљивост неких објеката реалног свијета при извијесним операцијама (нпр. дужина канапа се не мијења како год да га савијемо). Способна су да врше операције уназад. Захваљујући реверзибилности, дијете је способно за низ сазнајних операција: груписање, класификацију, схватање серија итд. Све ово стоји у основи способности за схватање појма броја, бројевног низа и елементарних математичких операција. Мишљење на овом стадијуму одликује слиједеће: децентрација, (способност да се истовремено води рачуна о више аспеката ситуације) , конзервација (способност схватања константности квантитативних својстава предмета независно од промјене у њиховом изгледу) и реверзибилност мишљења. Јављају се операције негације, реципроцитета и идентитета. Егоцентризам у мишљењу огледа се у неспособности разликовања мисли о реалности и саме реалности.
- Трећи период развоја ( ниво формалних операција ) одликује се потпуним ослобађањем од конкретних објеката, а расуђивање се одвија према законима формалне логике, закључује се из претпоставки.

Неодвојиви од математичког мишљења, посматрају се и математички појмови, као његови операнди. У психологији, под појмом се подразумјева мисаони одраз особина које су заједничке за објекат, групу предмета и појава. За појам је карактеристичан скуп својстава који га одликују. Како се дјеца у разредној настави налазе на нивоу конкретних операција сазнање о појму започиње посматрањем примјера везаних за тај појам. Када говоримо о формирању појма природног броја то сазнање непосредно се заснива на опажању (чулном сазнању) предмета у непосредном окружењу ученика (учионица) на основу чега се стиче представа (ментална слика о појму). Даље, мисаоном обрадом (мисаоним операцијама) чулно - искуствених сазнања долази се до појма. Цијели тај процес прати именовање појма. У именовање треба укључити и симболичко записивање.
У методици наставе математике за формирање појма природног броја на овом узрасту најчешћа опредјељења иду за прихватање скуповног прилаза. Основу оваквог прилаза чини, да се у формирању појма природног броја полази од класе еквивалентних скупова.
Имајући у виду да је интуитивни (опажајни) стадијум оно што карактерише овај узраст, значајно мјесто у овом раду имаће предмети непосредне ученикове околине и разни дидактички материјали. Помоћу дидактичких материјала прилазићемо формирању скупова конкретних елемената, придруживање можемо вршити директним манипулисањем, а одређивање бројности (са могућим представљањем те бројности) вршићемо прво обојеним штапићима, а потом изговореном ријечју. При формирању појма природног броја код дјеце увијек треба полазити од примјера, тј. скупа према менталној слици до појма који желимо формирати.

## Формирање појма броја један
Да би смо формирали појам броја 1 полазимо, од већ упознатог појма, једночланог скупа. Прво ћемо почети уочавање једночланих скупова из непосредне ученикове околине (учионице) .
Почећемо конкретним примјерима:
- Колико у нашој учионици има табли? (једна)
- Колико имамо учитељица? ( једну)
- Колико свако од вас има торби? (једну)

Садаћемо показати неколико слика са једночланим скуповима.
Описујући слике користимо ријеч « један» заједно са именом предмета (бића) на који указујемо.
- На првој слици видимо једну торбу.
- На другој слици видимо једну оловку.
- На тре}ој слици видимо једно дијете.

	Даље описујући слике уз сваку од њих пишемо конвенционални знак «1» без именовања предмета. Тим знаком почињемо означавати апстрактни појам, а не примјере који му одговарају .
Затим од ученика захтјевамо да се образују скупови:
«Нека Ана образује скуп дјеце са наочарима! » (најприје се уочава да је само једно дијете у групи )
«Мира нека образује скуп дјевочица са кикама, а Бојан скуп дјевојчица са машном у коси. »
На крају слиједи увјежбавање правилно писање овог знака. Покрети ће тежити, као и код свих вјежби те врсте, својој поједностављеној правилности.

## Формирање појма броја два
Као и код формирања појма броја 1 и овдје почињемо директном опсервацијом преко карактеристичних двочланих скупова непосредно досегнутих дјечијем опажају као на примјер двије руке, двије ноге, два ока, два ува и сл.
Описујући слике користимо ријеч « два» заједно са именом предмета на које указујемо. Затим питамо: « По колико свако од вас има руку ? » (двије) « По колико имате ногу? » (двије) «А по колико имате очију? » (по два ока) . Какви су то скупови који имају по два елемента? (двочлани). « Има ли у нашој учионици још неки скуп од по два елемента? Има : двије столице за клупом, два дјетета за једном клупом, два прозора итд. Затим свакој слици придружујемо конвенционални знак « 2» .
На крају увјежбавамо правилно писаwе овог знака.
== Формирање појма бројева3,4 и 5
Појам бројева 3, 4 и 5 формираћемо на сличан начин као што смо формирали појмове бројева 1 и 2. Код обраде ових бројева своју функцију имају и бројевне слике као што су ове:
у којима на први поглед уочавамо 3 као 2 + 1, 4 као 2 + 2 и 3 + 1, а 5 као 4 + 1 и 3 + 2.

## Број нула
У току обраде бројева до 10 изучавамо број нула и цифру 0. Појам нуле изводимо на два начина:
- Карактеристичним својством празног скупа (скупа који нема елемената) .
- Одузимањем сваког броја од самог себе.

Ако су се играла три дјечака па су отишла писаћемо 3-3. Тада празно игралиште « материјализује» празан скуп (кад год су дјечаци који су се играли јединице пребројавања). Слично, празан кавез « материјализује» такође празан скуп, у односу на птице које издвајамо као елементе пребројавања, празна учионица у односу на ђаке, куке у односу на капуте итд.
Својства нуле откривамо кроз рјешавање задатака . На примјер:
- У корпи има пет јабука, донијето је још нула јабука. Колико укупно има јабука у корпи? (5+ 0 = 5)

Додати неком броју 0 и одузети од неког броја 0, значи оставити број непромјењен. »
(н + 0 = н, м - 0 =м)
Али и одузимање једнаких бројева резултат је увијек 0.
После обраде првих пет бројева и нуле вјежбања треба да обухвате свих шест бројева у свим улогама које могу имати као збирови и као разлике.
На примјер, број 4 је 0+4, 1+3, 2+2, 4+0, 4-0, 5-1, . . .

## Формирање броја 6 и осталих бројева до 10
Поступак при формираwу броја шест је готово исти као и при обради појмова првих пет бројева. Уочавати скупове конкретних елемената, најприје из најблже ученикове околине (учионице), а затим ћемо манипулисањем дидактичким материјалом формирати скупове од шест елемената.
На примјер ићи ћемо овако:
-Нека изађе 5 дјечака! Сада нека им се придружи једна дјевојчица! Колико дјеце сада чини овај скуп? (Овај скупчини 5 дјечака и 1 дјевојчица). Писаћемо 5 + 1. Описујемо слике и говоримо ријеч « шст» заједно са именом предмета на које указујемо. Уочавамо на сликама дисјунктне скупове гдје видимо у једном 5, а у другом 1 елеменат. Затим записујемо да на сликама имамо 5+1 елеменат.
Ученици већ знају да збир 5+1 представља за један број већи од 5 и лако закључују да је то број шест. Уочавамо да су ови скупови шесточлани, односно да имају по шест елемената.
На крају уводимо цифру 6 као знак за број шест и приступамо увјежбавању његовог писања.
Погледајмо сада ове слике:
Такође број 6 шемо представити у свим комбинацијама збирова.
То ћемо урадити преко конкретних примјера:
-На жици има шест птица и није више ни једна дошла. Колико сада има птица? Пишемо 6+0.
Обраду осталих бројева прве десетице вршићемо на сличан начин.
Нагласићемо да је број 10 последwи број овог блока и пише се са двије цифре, а уједно је то и најмањи двоцифрени број.

## Бројање
За усвајање бројног низа, а и као увод за сабирање и одузимање у блоку бројева до 10 значајан корак представља бројање.
У методичком поступку обраде бројања бројање вршимо: помјерањем елемената скупа (жетони, рачунаљка), додиривањем, показивањем и бројањем у мислима. Можемо бројати унапријед, уназад, почев од неког броја (унапријед, уназад). Бројати можемо предмете и жива бића која се крећу, редно бројање (први, други ... )
Већ у уласку у предшколску установу дијете зна изрећи неколико првих бројева из низа природних бројева. Да би се то бројање осмислило, дјеци поред појма поретка, па макар и у интуитивном приступу, морају бити јасни појмови: сљедбеник, за један више. Да би се образовао појам сљедбеник и да би се дијете оспособило за замишљено бројање и наравно при том знало које мјесто један број има у бројевном низу добро је поћи од поступка образовања једночланог скупа (број тог скупа је 1), потом се образује овом скупу еквивалентан скуп па се узме још један елеменат и образује се по реду други скуп (бројност тога скупа је 2). Овим поступком наставља се образовање скупова, тако да је бројност сваког слиједећег скупа за један већи од бројности прије формираног скупа. То се види на овој шеми.
п - п = 0 то ћемо показати и преко ових слика.
Да би бројање било што правилније схваћено и што више приближено, можемо се послужити очигледним представама. Тако можемо узети један жетон и ставити га на сто, а потом додамо још један жетон и поставимо питање: « Колико је жетона на столу? »
Дјеца ће брзо уочити и са лакоћом одговорити на да су на столу два жетона. Ако скупу од 2 жетона додамо још један жетон дјеца опет с лакоћом уочавају и одговарају да је сада на столу 3 елемента (жетона).
Овакав поступак можемо наставити док не добијемо, рецимо, број 5.
Увод у операцију одузимања представља бројање уназад па га због тога треба стално потенцирати и упражњавати.
Приликом бројања упознајемо и редне бројеве.
Редно бројање можемо спровести на начин да испред табле излазе ученици, један по један, анализирамо изласке прва три ученика, ко је од њих изашао први, ко други ко трећи…
Ради увјежбавања редних бројева показујемо слику на којој видимо дјечаке који возе бицикло до циља. Дјеца уочавају и изговарају први, други, трећи, четврти, пети. Истичемо да се редни бројеви пишу са тачком и по томе се разликују од збирних бројева. Када видимо тачку поред броја ми мемо знати да је то редни број и тако ћ}емо га изговарати. (1 - један, 1. - први)
Лако уочавамо да се појмови бројева формирају непрестано, почев од простог низања предмета из непосредне околине ученика.

## Релације

### Знаци веће( > )и мање( < )
Да би смо могли упоређивати бројеве уводимо релације.
У току обраде првих пет бројева већ се уводе релације « мањи од < » и « већи од > » . Већ после обраде прва три броја почињемо са упоређивањем истих, односно уводе се горе поменуте релације.

### Знак једнакости( = )
Код сабирања полазимо од два дисјунктна скупа чије бројности знамо. Циљ је да из датих података о бројности одредимо број елемената скупа који је њихова унија.
Код одузимања полазимо од скупа који представља унију два своја дисјунктна подскупа, па је циљ да из тих података одредимо бројност другог од његових подскупова.
Сабирању и одузимању претходи увођење знака једнакости. Коришћењем дидактичког материјала закључујемо да « два жетона више један жетон јесу три жетона» или краће « два више један једнако је три » .
Слично закључујемо: « пет жетона мање три жетона јесу два жетона» , или краће »пет минус три једнако је два» .
Затим показујемо на табли знак једнакости « = » , цртамо и пишемо:
Како је дјеци већ познато да једночлани скуп има мање елемената од скупа са два елемента, а овај има мање од трочланог скупа, илустровае ових односа може да помогне бољем памћењу и разликовању ознака ових релација.
«Релације » мањи од » и « већи од » најчистије кодификујемо (а тиме највише приближавамо правом значењу)» , каже Марјановић, » када елементе одговарајућих скупова узимамо да су тачке (кружићи) и при томе су ти елементи правилно поређани (праволинијски на истом одстојању), па се врши поређење дужине или висине такве бројевне слике » (М. Марјанови} 1996 : 35) .
Код израчунавања збира (разлике) не ради се ни о каквом запамћивању него се врши пребројавање елемената обједињеног скупа ( разлике скупова) и тај број једначимо са одговарајућим збиром (разликом) .
Ми треба да подстичемо једначења различитих израз, рецимо, 2+3 и 5, тако што ћемо истицати да смо њима означили исти број, а у основи чега стоји исти скуп, чију смо бројност означили на та два различита начина.
Када пишемо 2+3, ми смо реаговали на распоред елемената неког скупа (који су груписани у двије групе по два, односно три елемента). Када пишемо 2+3=5 ми изражавамо небитност тог груписања, тј. број узимамо независно од начина тог груписања.

## Операције
При обради бројева у блоку 10 паралелно уводимо операције сабирање и одузимање.

### Сабирање
Појам сабирања почећемо обрађивати преко конкретних примјера.
Показујемо слике (апликације, графофолије) на којима се види:
-на дрвету су двије птице и долијеће још једна,
-играју се три дјечака и долазе још два,
-на полици су двије књиге и стављамо још три.
Наведене радње се своде на обједињавање два скупа у трећи, чију бројност одрећујемо.
« Обједињавање је скуповна операција, а не аритметичка» , каже Марјановић, « али кад год два дисјунктна скупа « материјализују» два броја, њихова унија « материјализује» њихов збир» (М, Марјановић 1996 : 36 ) .
Враћајући се на наведене (сликовите) ситуације, говоримо:
-Сада су на дрвету двије више једна птица,
-На игралишту су три више два дјечака,
-На полици су двије више три књиге.
Дјеци објашњавамо да ријеч « више» може да се каже и « плус», а замјењујемо га знаком « + » па ће испод одговарајућих слика да пише:
2+1, 3+2, 2+3;Наводимо дјецу и тражимо од њих да одговоре дају преко израза (збир два броја) а да нам не одговарају збиром (3, 5, 5 ) .
Ови записи ( 2+1; 3+2; 2+3) читају се:
-збир бројева 2 и 1
-збир бројева 3 и 2
-збир бројева 2 и 3
Бројеви 2 и 1, 3 и 2 и 2 и 3 су сабирци,
Бројеви 2, 3 и 2 су први сабирци
Бројеви 1, 2 И 3 су други сабирци
Када пребројавањем утврдимо да су на жици сада три птице, на игралишту је сада 5 дјечака и на полици 5 књига пишемо једнакости:
2+1=3, број 3 је збир
3+2=5, број 5 је збир
2+3=5, број 5 је збир
Написане једнакости читамо:
Збир бројева два и један је број три или три је збир бројева два и један;
Збир бројева три и два је број пет или пет је збир бројева три и два;
Збир бројева два и три је број пет или пет је збир бројева два и три;

### Својства сабирања
Кроз обраду додаваЊа и одузимаЊа бројева 2, 3 и 4 упознајемо знаЧеwе термина збир, сабирак, разлика, умаЊеник и умањилац. Истовремено упознајемо се са особином сабираЊа која се зове замјена мјеста сабирака или комутативност.

#### Комутативно својство
Да вриједност збира не зависи од редослиједа сабирака показаћемо преко конкретних примјера:
-На столу су 3 црвене и 2 зелене јабуке. Колико их има укупно?
Кроз разговор са ученицима закључујемо да црвеним јабукама можемо додати (придружити) зелене јабуке (демонстрирамо) и добијамо укупно 5 јабука. Питамо ученике : « Можемо ли то урадити обрнуто, тј. зеленим јабукама додати црвене? » То и урадимо демонстрирањем. Увиђамо да опет има 5 јабука. То записујемо 3+2=5 и 2+3=5 . Закључујемо да је 3+2=2+3. Збир се не мијења ако сабирци замјене мјеста
Настојимо да дјеца сама закључе да се комутативно својство (термин не користимо у другом разреду) односно замјена мјеста сабирака користи као олакшица код изналажења збира.

#### Асоцијативно својство
Асоцијативно својство односно здруживање сабирака најлакше упознајемо ако рјешавамо задатке на три начина.
Обраду правила почињемо дидактичким материјалом:
- на столу су 3 црвена, 2 плава и 4 жута бродића (жетона). Колико је укупно броди}а?
То радимо на три начина:
- Прво ћемо груписати (спојити) црвене и плаве, па ћемо њима придружити жуте бродиће.

Црвених и плавих бродића укупно има 3+2, кад њима придружимо 4 жута укупно ће бити : (3+2) + 4=5 + 4=9
- Сада ћемо здруживати (спајати) плаве и жуте бродиће, а њих је укупно 2+4 и њих ћемо додати (придружити) црвеним бродићима.

3 + (2+4)=3 + 6=9 ; Овај начин груписања записујемо: 3 + (2+4)=3 + 6=9;
- Имамо још једну могућност да израчунамо укупан број бродића.

Сада ћемо прво груписати црвене и жуте, па њима додати плаве, а тај начин записујемо овако:
(3+4) + 2=7 + 2= 9
Како смо се увјерили да је број бродића исти у сва три случаја, закључујемо да важи једнакост:
(3+2) + 4=3 + (2+4) (3+2) + 4=(3+4) + 2
И наводимо дјецу да реторички искажу правило:
Можемо прво сабирати први и други сабирак, па добијени број сабрати са тре}им сабирком или прво сабрати други и тре}и сабирак па добијени број сабрати са првим сабирком или ... а све то радимо ради лак{ег изра~унаваwа збира.
Наравно, ми ћемо бирати најлакжи начин. Коначно закључујемо:
Збир се не мијења ма којим редом вршили сабирање.

### Одузимање
Када посматрамо сликано окружење одузимања оно представља скуп који је виђен као унија два своја дисјунктна подскупа. Ми знамо бројност тог скупа и једног од његових подскупова, па је циљ да из тих података одредимо бројност другог подскупа. Још увијек апстрактно и нешто динамичније, ситуације на које реагујемо одузимање можемо описати као скуповно одузимање од скупа А његовог дијела Б, чије бројности знамо. Коначно, на примјер, то су ситуације:
-На грани су биле 4 јабуке па су 2 отпале,
-На дрвету је било 5 птица па су 2 одлетјеле,
Глаголи и радње које се овдје наводе своде се на апстрактно одузимање скупова, а ти скупови « материјализују» бројеве и њихове разлике, разлике тих бројева.
Посматрајући слике настављамо:
-сад су на грани 4 мање (минус) 2 јабуке,
-на дрвету су 5 мање (минус) 2 птице,
Дјеци саопштавамо да умјесто « мање » односно «минус» пишемо знак « - ».
У примјерима то изгледа овако:
-Сад су на грани 4 - 2 јабуке,
-На дрвету су 5 - 2 птице,
Од дјеце ћемо тражити да дају своје примјере, а одговоре ћемо тра жити у облику разлике два броја, тј. са употребом знака « - » .
Ову опрацију издвајања елемената из неког скупа називамо одузимање, а као {то знамо знак за њу је « - ».
Значи, Драган сада има 5 - 2 кликера.
Запис 5 - 2 се зове разлика бројева 5 и 2.
Број 5 је умањеник (број којим се умањује)
Број 2 је умањулац (број са којим се умањује).
Ако извршимо пребројавање елемената у преосталом скупу видимо да Драган сада има три кликера. Пишемо 5 - 2=3.
И број три се зове разлика (ту је извр{ена радња одузимања), а код записа 5 - 2, радwа одузимања је само назначена. Ово можемо урадити и одбројавањем једног по једног елемента. Затим вјежбамо различите примјере: 6 - 3, 7 - 4, 9 - 5, 10 - 4 итд.
Питањем: Колика је разлика бројева на примјер 5 и 9, провјеравамо да ли су ученици схватили одузимање. Закључујемо да разлику гдје је умањеник мањи од умањиоца не можемо извршити, већ кажемо дјеци да ћемо то учити у старијим разредима.
Са оваквим и сличним примјерима најлакше долазимо до закључка да ако знамо да је 7 - 3 = 4, онда је сигурно (без провјере) 7 - 4= 3 и 3 + 4= 7 и обрнуто.
На овај начин налазимо везу између сабирања и одузимања која се изражава тиме што одузимање видимо као тражење непознатог сабирка.

### Веза између сабирања и одузимања
Везу између двије операције најлакше можемо увести, а да дјеца најлакше и најбоље схвате, преко примјера.

#### За толико већи и за толико мањи број
Односе за толико већи и за толико мањи број уводимо и користимо за утврђивање сабирања и одузимања у првој десетици, а са циљем развијања логичког миљења и закључивња и вјежбања превођења реалних животних ситуација на језик математичких симбола односно на рјешаваwе математичких задатака.
Полазимо од конкретних примјера:
Први примјер:
Ања има 6 бомбона, а Вера има за три више од ње. Колико бомбона има Вера?
Вера има онолико колико Ања и још 3, односно «6 више 3» , тј. на 6 додамо 3; 6 + 3.

## Рјешавање задатака
Под појмом математички задаци можемо подразумјевати захтјеве или питања одре|ђеном субјекту да изврши неку радњу или да да одговор. Захтјеве могу упућивати наставник ученику, ученик ученику или ученик самом себи. Захтјеви се најчешће изражавају ријечима: колико, како, изради, нађи, одреди, испитај, покажи, да ли важи, када је итд. Задаци се могу рјешавати усменим и писменим путем. Према сложености задатака разликујемо просте и сложене задатке.
Крајњи циљ наставе математике је оспособити ученике да рјешавају задатке. Оспособљавање почиње са упознавањем рачунских операција у блоку бројева до 10 у другом разреду и наставља се даље у свим разредима.
У математици издвајају, према резултатима истраживања, три типа текстуалних задатака који се рјешавају моделовањем збира, а то су : задаци промјене, задаци комбиновања и задаци упоређивања.